# Мејнвил (Охајо)
Мејнвил (енгл. Maineville) град је у америчкој савезној држави Охајо.

## Демографија
По попису из 2010. године број становника је 975, што је 90 (10,2%) становника више него 2000. године.
| Група             | 2000.       | 2010.       |
| Белци             | 868 (98,1%) | 944 (96,8%) |
| Афроамериканци    | 2 (0,2%)    | 5 (0,5%)    |
| Азијати           | 1 (0,1%)    | 4 (0,4%)    |
| Хиспаноамериканци | 8 (0,9%)    | 8 (0,8%)    |
| Укупно            | 885         | 975         |